# سكوت ديلون
سكوت ديلون (بالإنجليزية: Scott Dillon)‏ هو متركمج أسترالي، ولد في 19 أغسطس 1928.

## وصلات خارجية
- سكوت ديلون على موقع EncyclopediaOfSurfing.com (الإنجليزية)